# Гайдаржи, Леонид Васильевич
Леони́д Васи́льевич Гайдаржи́ (укр. Леонід Васильович Гайдаржи; род. 20 мая 1959, Дмитровка, Одесская область) — советский и украинский футболист и тренер. Мастер спорта СССР (1987). Мастер спорта Украины (1996).

## Биография
Начинал выступления в профессиональном футболе в дубле одесского «Черноморца». За три сезона в дубле забил 16 мячей.
Затем играл в клубах 2-й лиги — СКА (Одесса) и «Кристалл» (Херсон).
В 1986 вернулся в «Черноморец» (Одесса). Вместе с командой сначала покинул высшую лигу, а на следующий год — поднялся обратно.
В 1987 г. с «Черноморцем» как игрок вышел в Высшую лигу Украины и получил звание победитель Первой лиги СССР и Звание М. С. СССР
В 1989 провел сезон за «Таврию». Затем снова играл в Херсоне, в мае-июне 1992 — играющий тренер команды.
С 1992 играл в чемпионате Украины — в «Нива» (Винница), «Металлург» (Запорожье), «Десна» (Чернигов).
В 1996 финалист Кубка Украины с присвоением звания Мастер спорта Украины.
В 1995—1996 годах обучался в Высшей школе тренеров Украины, получил степень тренера по футболу высшей квалификации.
В сезоне 1997/98 — играющий тренер «Десна» Чернигов. В сезоне 1998/99 — главный тренер (июль и 2 круг), тренер ФК «Винница». В сезоне 1999/00 — главный тренер (до мая) ФК «Винница».
В сезоне 2000/01 работал тренером «Звезды» Кировоград.
С 2001 по 2003 годы — Главный тренер «Черноморца», вывел команду в Высшую лигу Украины. Затем снова работал в качестве помощника главного тренера (до декабря 2004).
В 2005—2007 — главный тренер МФК «Николаев».
В 2003 году получил лицензию тренера по футболу категории «А». В декабре 2008 года назначен директором СДЮШОР Черноморец.
Сезон 2017/18 начал в должности спортивного директора ФК «Жемчужина» (Одесса). В конце августа 2017 года был назначен исполняющим обязанности главного тренера одесской «Жемчужины». В конце января 2018 года вернулся на должность спортивного директора клуба.

## Достижения
- Победитель Первой лиги СССР («Черноморец» (Одесса) 1986/1987)
- Победитель Второй украинской лиги (МФК «Николаев» 2005/06).
- Финалист Кубка Украины (ФК Нива Винница 1996)
- В 2003 году получил лицензию тренера по футболу категории «А»
- В Высшей лиги Украины сыграл 101 матч. Всего в командах Мастеров разных лиг сыграл 482 матча и забил 66 мячей.